# フィン・リュツォー＝ホルム
フィン・リュツォー＝ホルム（ノルウェー語: Finn Lützow-Holm、1890年5月28日 - 1950年6月4日）は、ノルウェーの軍士官、操縦士、極地探検家。
1925年6月にハンザ・ブランデンブルク W.33でロアール・アムンセンの探検に参加し、1927年3月にイギリスへの郵便飛行を行った。1928年の飛行船イタリア号によるイタリア探検隊のノビレ隊の捜索にも参加した。1929年から1930年に、ヒャルマー・リーセル＝ラルセンとロッキード ヴェガでドロンニング・モード・ランドのブーベ島における上空調査を担当した。1935年に王立海軍航空隊に加わり、1938年から同国の王立海軍航空隊長を務めた。第二次世界大戦が始まりノルウェーがドイツに占領されると、1941年にスウェーデンからイギリスに逃れ、亡命部隊のリーダーを務めた。